# Gara St Pancras
Gara St Pancras este una din principalele stații feroviare din Londra, denumită după Sfântul Pancrațiu, un martir creștin din secolul al IV-lea.
1. ↑  Creating an Icon (în engleză), accesat în 21 ianuarie 2024